# Johannes Jänicke

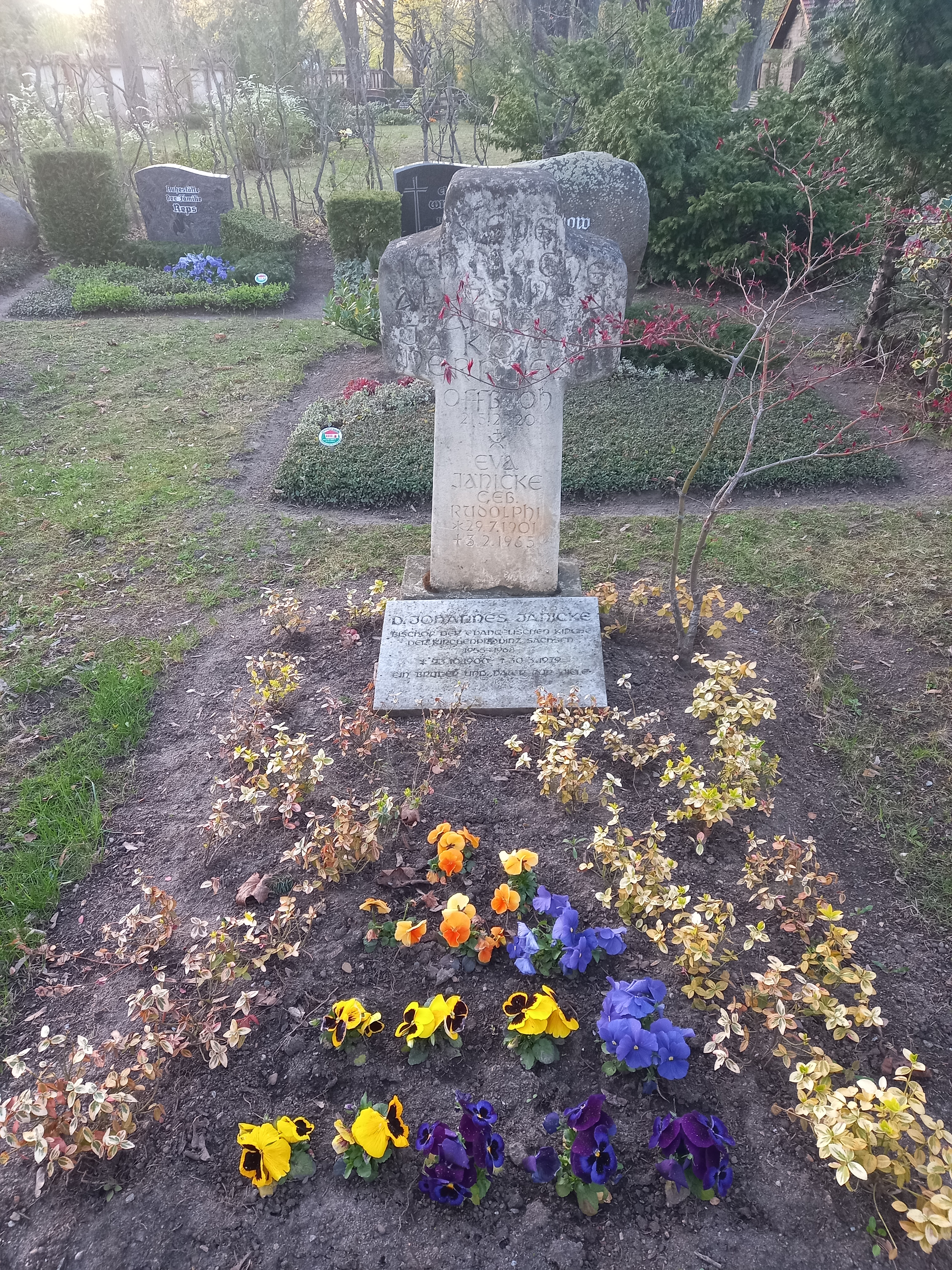
Das Grab von Johannes Jänicke und seiner Ehefrau Eva geborene Rudolphi auf dem Friedhof der Pfeifferschen Stiftungen in Magdeburg

Johannes Richard Adolf Jänicke (* 23. Oktober 1900 in Berlin; † 30. März 1979 in Halle) war ein evangelischer Pfarrer und Mitglied der Bekennenden Kirche in der Zeit des Nationalsozialismus. 1955 bis 1968 war er Bischof der Evangelischen Kirche der Kirchenprovinz Sachsen.

## Leben
Jänicke wurde 1900 im Arbeiterbezirk Prenzlauer Berg als Sohn des Stadtmissionars Ernst Jänicke und dessen Ehefrau Helene geboren. Er machte sein Abitur 1918 am Berlinischen Gymnasium zum Grauen Kloster, darauf folgte eine kurze Militärdienstzeit. Nach dem Theologiestudium erhielt er in Berlin 1925 seine Ordination in der Evangelischen Kirche der altpreußischen Union.
Zunächst arbeitete er als Hilfsprediger; dabei entstanden erste zufällige Kontakte zu dem damaligen kurmärkischen Generalsuperintendenten Otto Dibelius. Prägende und freundschaftliche Kontakte bauten sich auf zu Pfarrer Günther Dehn (s. u.) und dessen „Neuwerkkreis“, in dem sich jugendbewegte, kritische, dem religiösen Sozialismus zuneigende junge Menschen trafen.

### Erste Pfarrstellen
Im Mai 1926 erhielt Jänicke seine erste Pfarrstelle in Luckenwalde, einer Kleinstadt südlich von Berlin. Im September 1926 heiratete er Eva Rudolphi (1901–1965).
Von 1929 bis 1935 hatte Jänicke eine Pfarrstelle an der Kirche St. Ulrich in Halle (Saale) inne. Dort war er vor allem tätig in der Jugendarbeit. Zwischen 1930 und 1933 gab er die Kirchenzeitung Mut und Kraft heraus. Mit seiner Verteidigung des Rechts von Arbeitern auf bezahlten Jahresurlaub wurde ihm von Unternehmern der Stadt eine sozialistische Gesinnung vorgeworfen. In seiner Tätigkeit in Halle behandelte er auch Themen wie „Christentum und Marxismus“. 
Jänicke schloss sich nach der Machtergreifung 1933 zunächst dem Pfarrernotbund und später der Bekennenden Kirche als aktiver Vertreter an. Er bildete eine „Bekennende Gemeinde“ in Halle. Darauf kam er kurzzeitig in „Schutzhaft“.

### Pfarrstelle in Palmnicken
Atemwegs-Erkrankungen der Ehefrau machten einen Ortswechsel aus dem Klima des Raumes Halle-Bitterfeld erforderlich. 1935 suchte die Gemeinde in Palmnicken/Ostpreußen, unmittelbar an der Samlandküste, ausdrücklich einen Bekenntnispfarrer. Jänicke bewarb sich und wurde gewählt. Das von Deutschen Christen dominierte Königsberger Konsistorium bestätigte die Wahl nach anfänglichem Widerstand.
Jänicke arbeitete aktiv in der Bekennenden Kirche Ostpreußens mit, 1938 zählte er zum Bruderrat der Bekennenden Kirche in der Kirchenprovinz Ostpreußen und vertrat sie im Bruderrat für die Kirche der altpreußischen Union. Im August 1939 wurde er zur Wehrmacht eingezogen und machte einen Teil des Überfalls auf Polen als Gefreiter mit. Im Frühjahr 1940 bewirkten Gleichgesinnte im Konsistorium die „uk“-Stellung.
Nach Rückkehr auf seine Pfarrstelle hob man 1943 durch eine Intrige die uk-Stellung auf. Jänicke wurde als Sanitäter einberufen und das Konsistorium schickte einen anderen Pfarrer nach Palmnicken, den der Gemeindekirchenrat jedoch umgehend wieder fortschickte. Jänicke selbst gehörte inzwischen als Sanitätsunteroffizier zu einem in Königsberg stationierten Sanitätszug und nahm die Aufenthalte des Zuges dort wahr, um während Tagesurlauben in Palmnicken Gemeindearbeit zu leisten. In Zeiten seiner kriegsbedingten Abwesenheit übernahm seine Frau Eva dessen Aufgaben in der mit Flüchtlingen überfüllten Gemeinde und dokumentierte diese Jahre in ihrem Tagebuch.
Anfang 1945 kehrte Jänicke in der allgemeinen Auflösung der Wehrmacht nach Palmnicken zu seiner Gemeinde zurück. Die sowjetische Besatzungsmacht tolerierte ihn als Pfarrer. 1947 wurden er, seine Frau und die Reste der Gemeinde ausgesiedelt.

### Tätigkeit in der Kirchenprovinz Sachsen
1948 übernahm er das Direktorenamt des Burckhardthauses in Berlin. 1949 wurde er zum Propst zu Halle und Merseburg und 1955 zum Bischof der evangelischen Kirchenprovinz Sachsen in Magdeburg gewählt. Mit seiner Amtseinführung durch Bischof Otto Dibelius am 22. September 1955 wurde der Magdeburger Dom nach langen Wiederherstellungsarbeiten wieder für den gottesdienstlichen Gebrauch eingeweiht.

Einführung von Johannes Jänicke im Magdeburger Dom
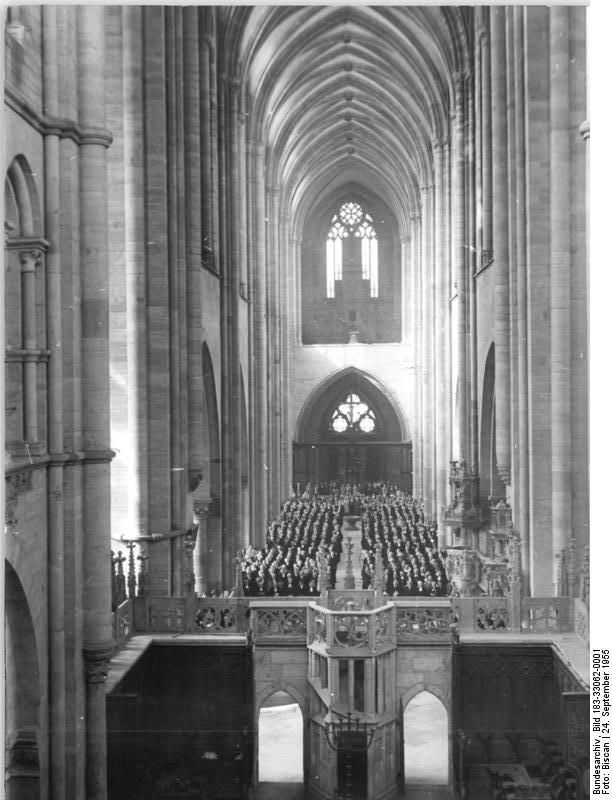
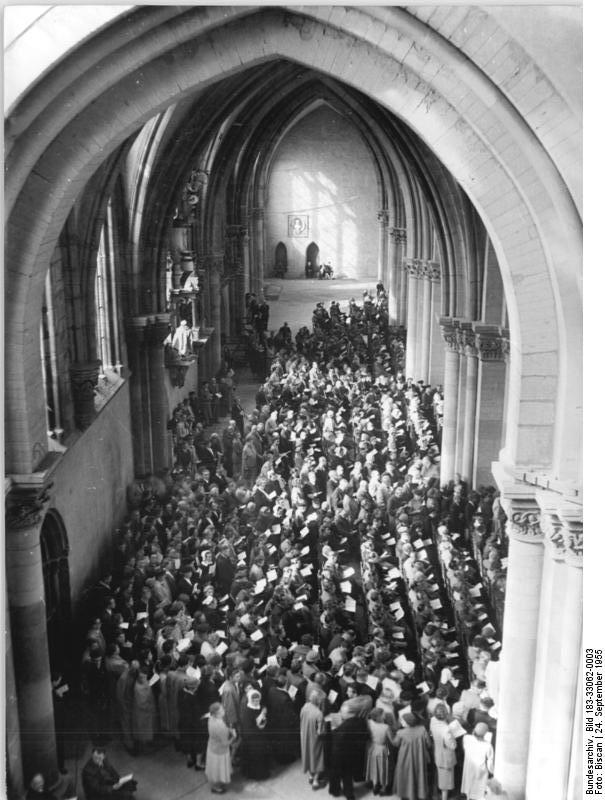
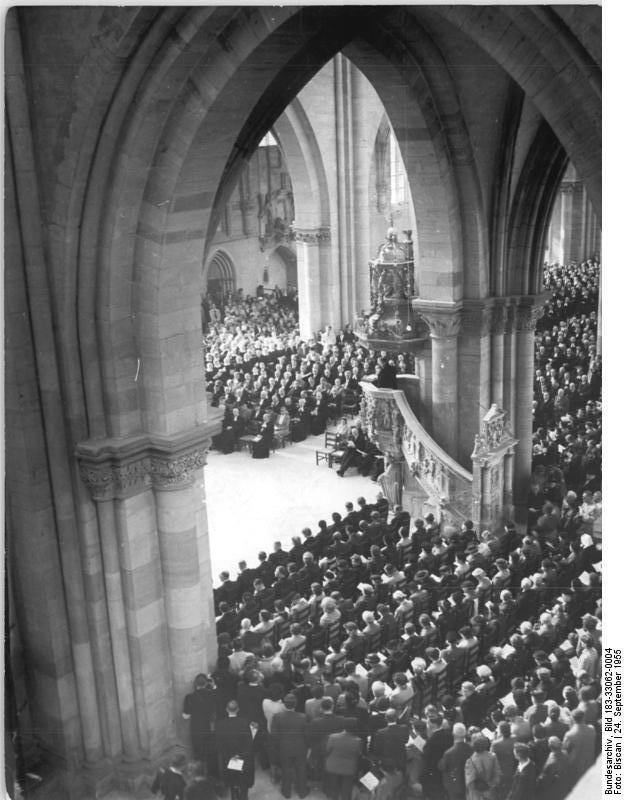
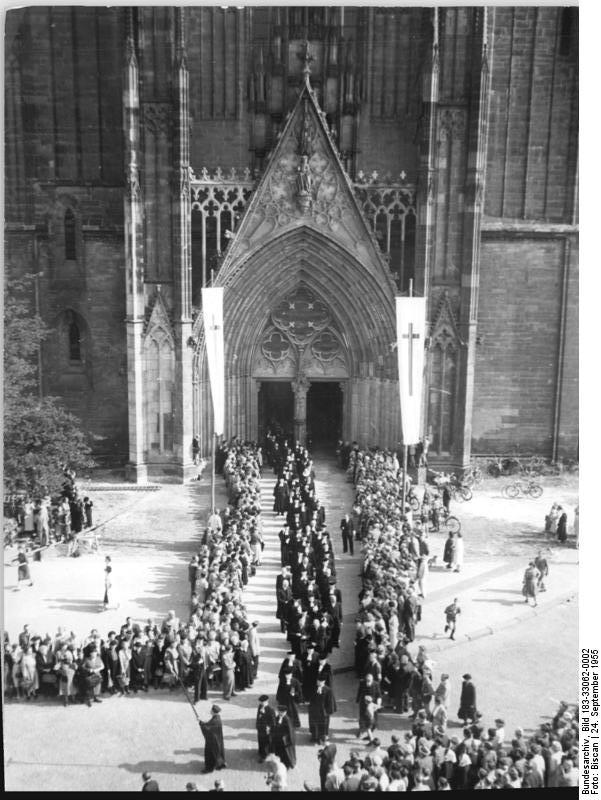

Die Jahre seiner Tätigkeit in der DDR waren ausgefüllt von Repressionen und Kämpfen, aber auch Erfolgen und Zuspruch in einem reichen Kirchenleben. Wichtige Themen blieben unter anderem die Friedensarbeit und das Verhältnis zwischen Staat und Kirche. Unter anderem diskutierte er im April 1956 auf der Landessynode erstmals die Vereinbarkeit von staatlicher Jugendweihe und Konfirmation. 1957 war er verantwortlich für die Abfassung eines Rechtsgutachtens zu den Kommunalwahlen.
Auf der 3. Tagung  der III. Synode in Halle an der Saale, die am 2. Juni 1958 stattfand, ging er in seinem Bericht auf den im Kontext verschärfter Angriffe auf die evangelische Kirche in Magdeburg stattgefundenen Prozess gegen Konsistorialpräsident Kurt Grünbaum und Oberkonsistorialrat  Dr. Siegfried Klettwitz ein. Bei der Würdigung  der vierjährigen Leitungstätigkeit Grünbaums von 1954 bis 1958 in der Kirchenprovinz Sachsen hob der Bischof dessen  tatkräftigen  „Einsatz unter Nichtbeachtung seiner eigenen Person“  hervor und seine reichen Erfahrungen, die dieser zuvor in „leitenden Stellungen des Staates und der Kirche gesammelt“ hatte.
Vor Einführung der allgemeinen Wehrpflicht in der DDR 1962 initiierte er eine Studie mit der Forderung nach einem Ersatzdienst für Wehrdienstverweigerer aus Gewissensgründen. In einem nur maschinenschriftlich verbreiteten „Brief an Junge Christen“ nach Einführung der Wehrpflicht verteidigte er die pazifistische Haltung erneut. 1967 verließ er aus Protest gegen die staatliche Vereinnahmung das staatliche Komitee zur Vorbereitung der Reformationsfeiern.
1965 starb seine Frau Eva an Lungenkrebs. Er selbst übte das Bischofsamt noch bis Oktober 1968 aus. Seinen Ruhestand verbrachte er in Halle (Saale), wo er am 30. März 1979 starb. Sein Grab und das seiner Frau befindet sich auf dem Friedhof der Pfeifferschen Stiftungen in Magdeburg.
Ein 1996 in Halle errichtetes Altenheim des Diakoniewerks Halle trägt seinen Namen.

## Gedenken
In Halle ist das Altenheim des Diakoniewerk Halle nach Johannes Jänicke benannt.